# Dyspontion
Dyspontion est une cité grecque de Pisatide. Elle fut rasée lors du conflit qui opposa Élis à Pise.
Le vainqueur olympique Antimaque né dans cette cité fut récupéré par Élis.

## Sources
- Pausanias, Description de la Grèce [détail des éditions] [lire en ligne] (VI, 22, 4).